# 鳥居元忠
鳥居元忠（日语：／ Torii Mototada，1539年—1600年9月8日）是日本戰國時代及安土桃山時代的武將。德川家康的家臣。鳥居忠吉的兒子。兄長是鳥居忠廣。妻子為馬場信春的女兒，名字不明。育有兒子忠政、成次等，是德川十六神將之一。

## 經歷
元忠出身於三河國渡村（今愛知縣岡崎市），在家康為今川義元人質的時代已經是家康其中一名側近，1572年父親死後繼承家督，跟隨獨立後的家康轉戰各地頗有建樹。在小田原征伐後被秀吉移封關東下總國矢作4萬石，1600年家康準備討伐上杉景勝，元忠當時把守東西軍接壤的最前線城池"伏見城"，必定成為西軍第一個攻擊目標，但元忠卻自願將城中多數兵力分給家康調遣準備決戰，自己則留下少數兵力守城拖住西軍步調為家康爭取時間，家康也明白這樣一來元忠必死無疑，淚謝元忠好意並把酒訣別後離開。
關原之戰前一個月，即7月下旬，石田三成派遣大軍包圍伏見城，元忠靠著伏見城易守難攻的特性以三百多名將士死守，最終城破被鈴木重朝所殺，元忠的犧牲也如當初計畫為家康爭取了許多時間，讓西軍進軍之勢慢了一截。死者的血水滲入地板，加上許久無人清理屍首，最後血漬無論如何都清洗不掉，當時的血漬地板在伏見城拆構後，作為京都洛東養源院的建材。今日以伏見城建材築成的建築，仍可見當年的血漬地板改建的天井，人形血漬歷歷在目，人稱血天井。他的忠節被譽為「三河武士之鑑」。
南叡山養源院（京都市）、魚山寶泉院（京都市）、吉祥山正傳寺（吉祥山正傳護國禪寺）（京都市）、鷹峰山寶樹林源光庵（京都市）、德山興聖寺、天球院（京都市）（正法山妙心禪寺の塔頭）、絲杉山神應寺、指心庵、栄春寺（泰澄山榮春寺）